# 塞西尔·伯德克尔
塞西尔·伯德克尔（丹麥語：Cecil Bødker，1927年3月27日—2020年4月19日），女，丹麦儿童文学作家，1976年国际安徒生奖得主。

## 生平
1927年生于日德兰半岛东南部的腓特烈西亚。父亲汉斯·彼得·雅各布森在银器厂工作，发表过多篇侦探小说。受父亲的影响，她也在哥本哈根从事银匠工作，曾赴瑞典斯德哥尔摩银匠铺工作一年，回国后开设了自己的店铺，同时也走上了文学创作之路。
1953年与阿尔内结婚后，改为现在的姓氏。1955年，以笔名塞西尔·斯卡尔出版诗集《野花》，广受读者欢迎。1961年出版短篇小说集《眼睛》。1967年，出版自己的第一本儿童文学作品《西拉斯和黑马》，获1968年获丹麦文化部儿童图书奖。她其后的儿童文学作品主要讲述西拉斯的故事。
她曾在非洲埃塞俄比亚等国生活过，收养了两个当地女孩。1976年，获国际安徒生奖。1998年，获丹麦学院大奖。
2020年4月19日逝世。

## 中文译本
- 塞西尔·伯德克尔. . 由任溶溶翻译. 新世纪出版社. 1987年8月.
- 塞茜尔·伯德凯尔. . 获安徒生奖作家作品系列. 由玄惠敏翻译. 辽宁少年儿童出版社. 2013年7月. ISBN 9787531514398.
- 塞西尔·伯德克尔. . 国际安徒生奖大奖书系. 由任溶溶翻译. 甘肃少年儿童出版社. 2017年1月. ISBN 9787542241917.